# Sovrum

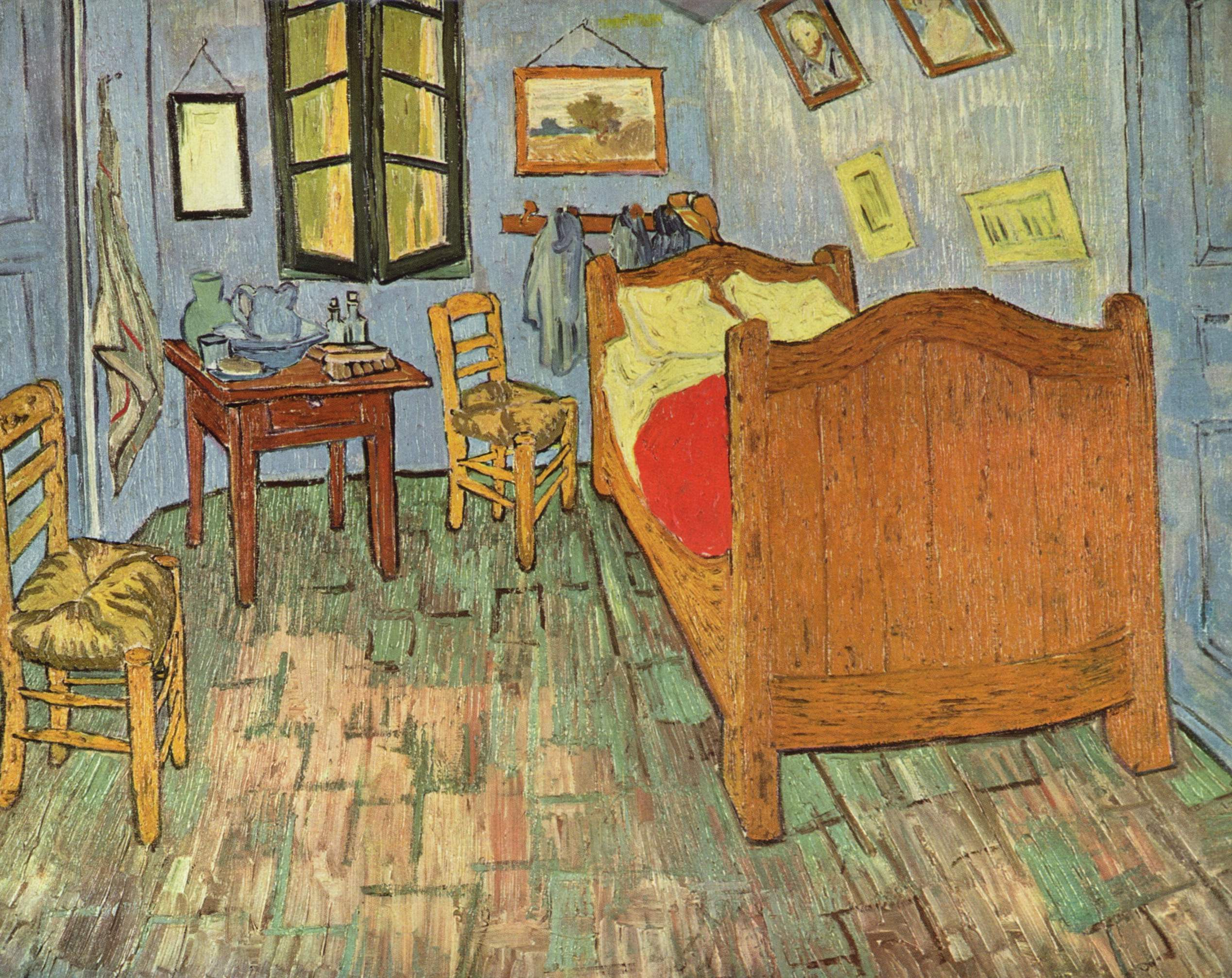
Sovrum i Arles, målning av Vincent van Gogh, 1888, på van Gogh-museet i Amsterdam.

Ett sovrum eller en sängkammare är ett rum avsett för sömn och sexuell aktivitet. Ett typiskt västerländskt sovrum innehåller som sovrumsmöbler en eller två sängar (från en spjälsäng för ett spädbarn, en enkelsäng för ett barn, tonåring eller ensam vuxen till större storlekar som en hel, dubbel, drottning-, kungs- eller California king-säng), en klädgarderob och nattduksbord och sminkbord, som båda vanligtvis innehåller lådor. Ordet är belagt i svenskan sedan yngre fornsvensk tid.

## Historik

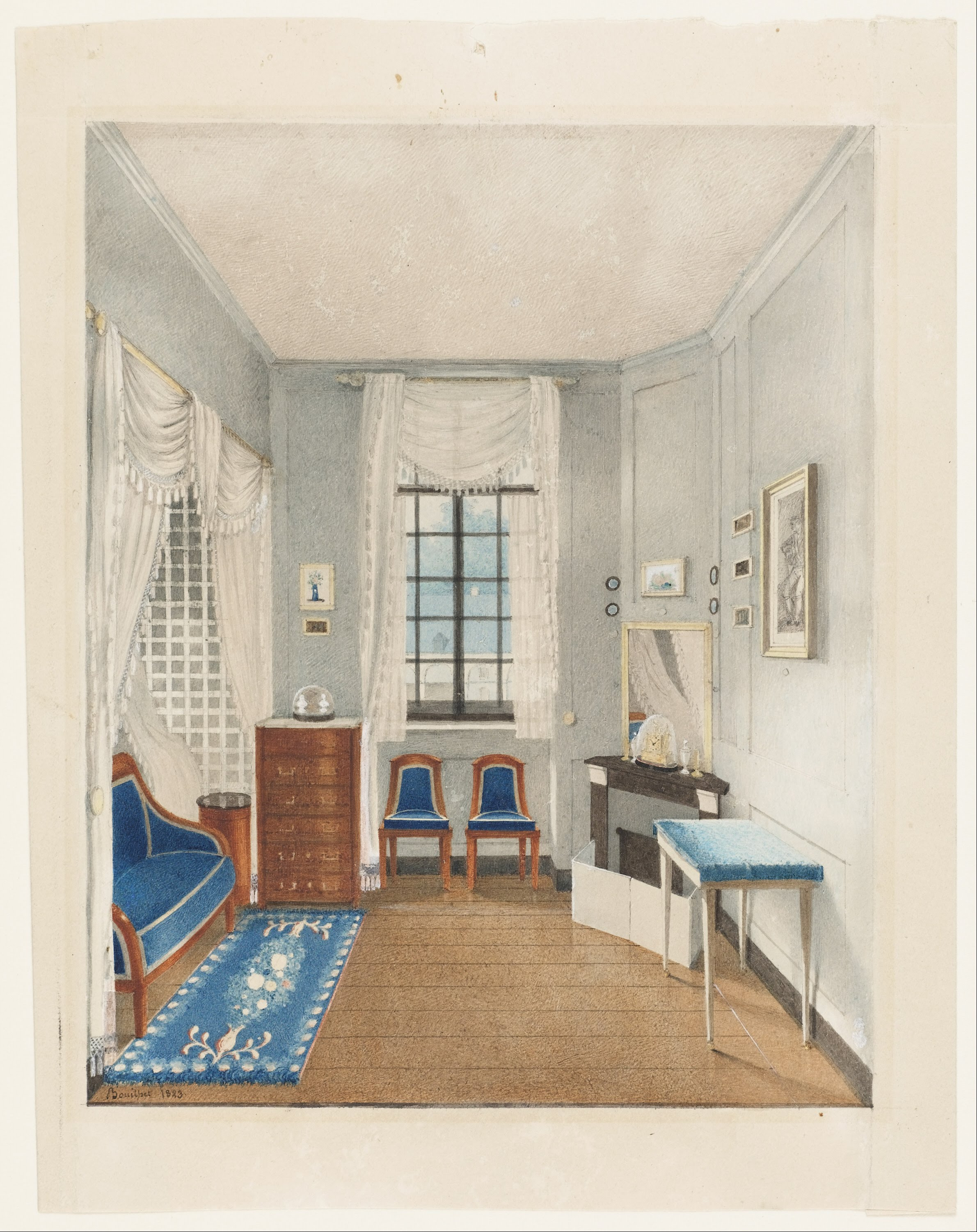
Ett sovrum i Frankrike

I större viktorianska hus var det vanligt att man från sovrummet hade en budoar för damen i huset och ett omklädningsrum för herren. Vindsrum finns i vissa hus, men eftersom de bara är separerade från utomhusluften av taket är de vanligtvis kalla på vintern och kan vara för varma på sommaren. Lutningen på takbjälken som stöder ett sadeltak gör dem också obekväma. I hus där tjänare bodde använde de ofta vindsrum.
På 1300-talet sov underklassen på madrasser som var fyllda med hö- och kvasthalm. Under 1500-talet började madrasser fyllda med fjädrar bli populära bland de som hade råd. Det hade gått bra för gemene man om han kunde köpa en sådan madrass efter sju års äktenskap. På 1700-talet började bomull och ull bli vanligare. Den första spiralmadrassen uppfanns inte förrän 1871. Den vanligaste och mest köpta madrassen är fjädermadrassen, även om ett brett utbud av alternativa material finns tillgängliga, inklusive skum, latex eller tagel. Mångfalden av fasthetsval sträcker sig från relativt mjuk till en ganska fast madrass. Ett sovrum kan ha våningssängar om två eller flera personer delar rum. Nattkärl som hölls under sängen eller i ett nattduksbord var vanligt under tiden före moderna hushålls VVS och badrum i bostäder.

## Inredning

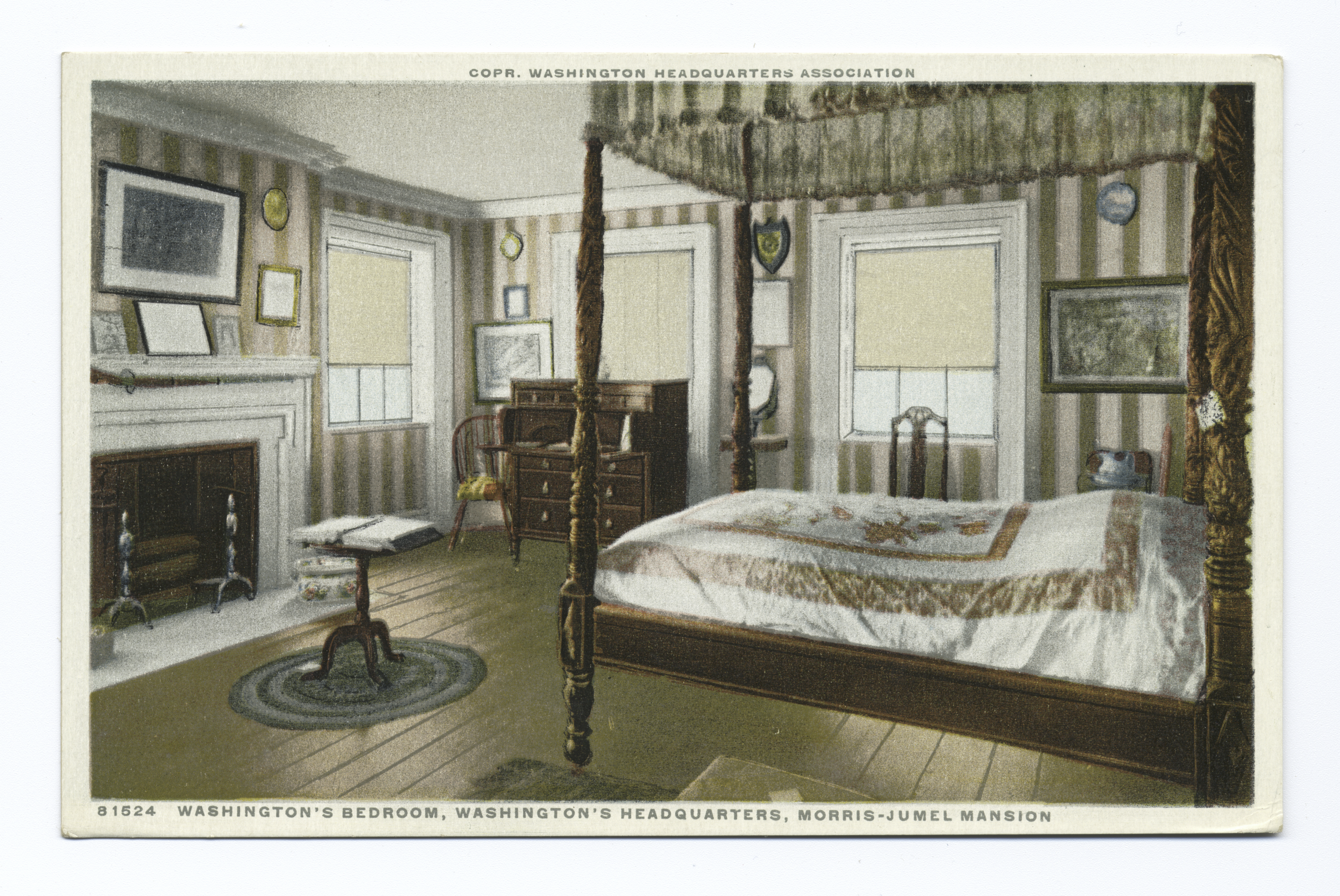
Sovrum i New York City

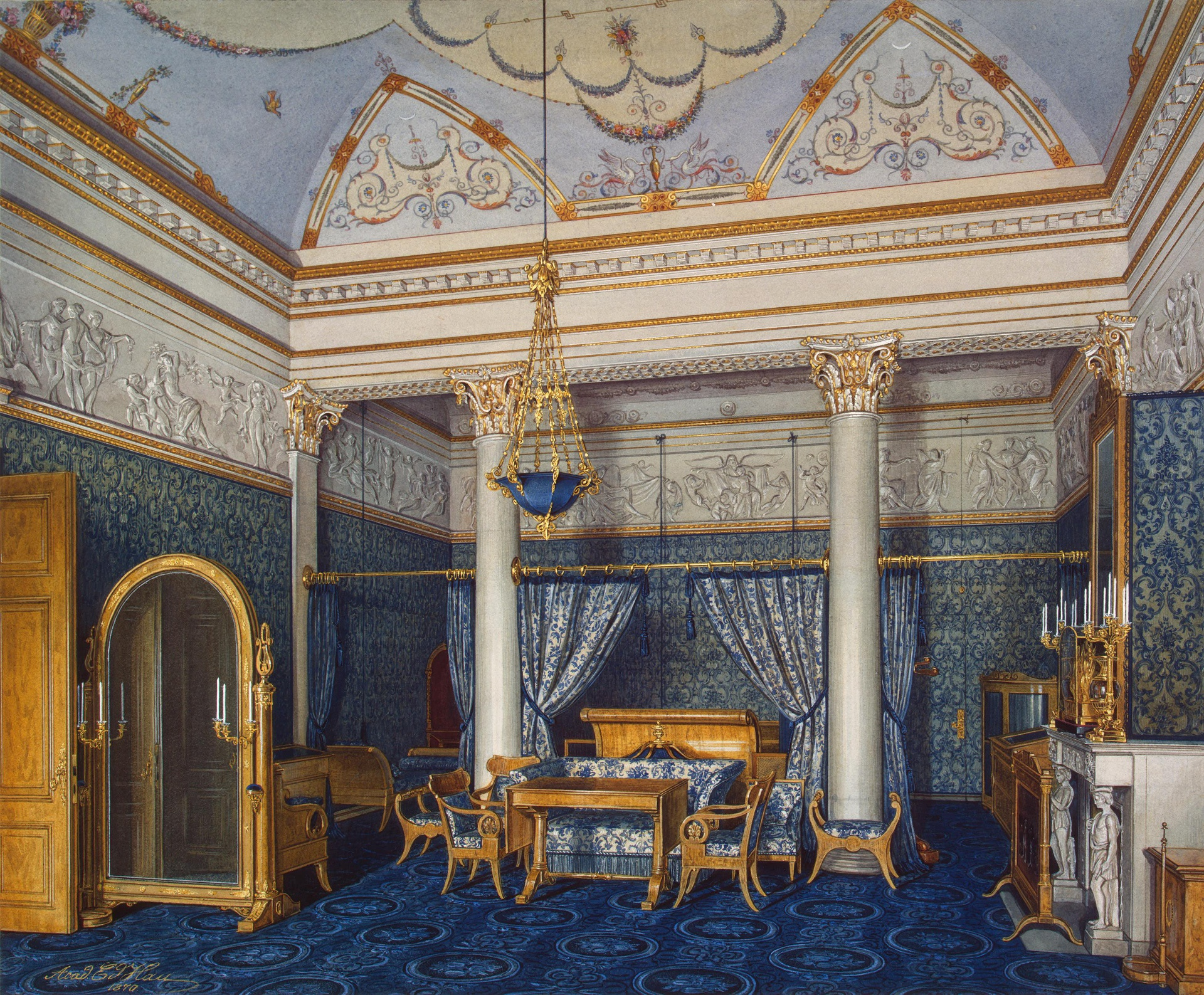
Bild av ett sovrum i vinterpalatset i Sankt Petersburg (Ryssland)

Möbler och andra föremål i sovrummen varierar mycket, beroende på smak, lokala traditioner och en individs socioekonomiska status. Till exempel kan ett master bedroom (primärt sovrum) innehålla en säng av en specifik storlek (dubbel, kungs- eller queen-size), en eller flera byråer (eller kanske ett garderobskåp), ett nattduksbord, en eller flera garderober och mattor. Inbyggda garderober är mindre vanliga i vissa delar av Europa än i Nordamerika. Därför finns det större användning av fristående garderober eller garderober i Europa.
En individs sovrum är en återspegling av dennes personlighet, vad gäller såväl social klass som socioekonomisk status och är unikt för varje person. Det finns dock vissa föremål som är vanliga i de flesta sovrum. Madrasser har oftast en sängram för att höja madrassen från golvet och sängen ges ofta lite dekoration.
Nattduksbord är också populära att använda för att placera olika föremål, som en väckarklocka eller en liten lampa. Förr innan badrum fanns i bostäder innehöll sovrummen ofta ett tvättställ för personlig hygien. På 2010-talet blev det också ganska vanligt att ha en TV i ett sovrum. 43 procent av amerikanska barn i åldrarna 3 till 4 har en TV i sitt sovrum. Tillsammans med TV-apparater har många sovrum också datorer, videospelskonsoler och ett skrivbord för att utföra arbete. I slutet av 1900-talet och början av 2000-talet blev sovrummet en mer social miljö och människor började spendera mycket mer tid i sina sovrum än tidigare.

## Moderna sovrum

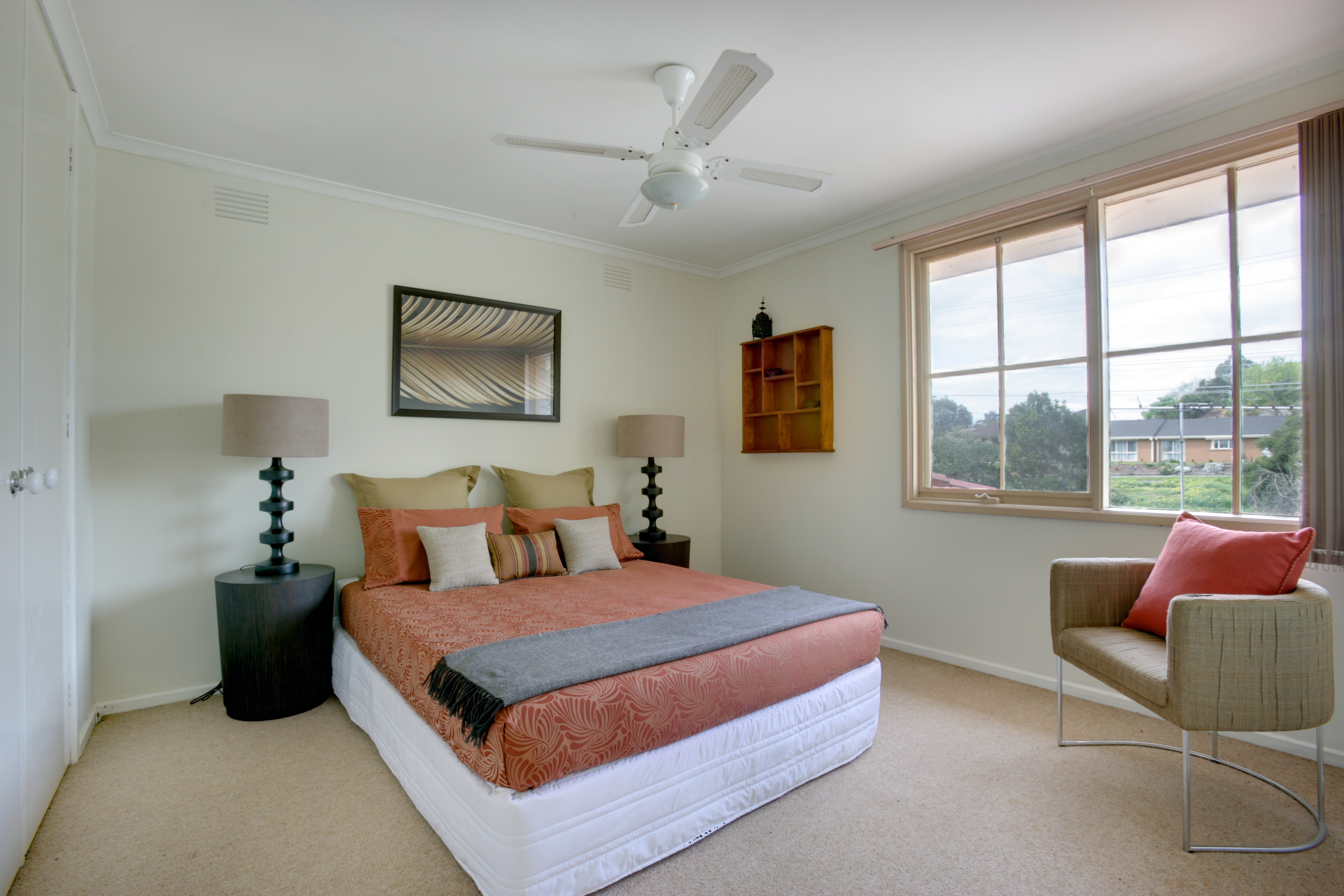
Ett modernt västerländskt sovrum i Australien

Många hus har minst två sovrum - vanligtvis ett master bedroom och ett eller flera sovrum för antingen barn eller gäster. I vissa regelverk krävs grundläggande funktioner (som en garderob och ett "nödutgång") som ett rum måste ha för att juridiskt kunna kvalificera sig som ett sovrum.
En garderob är per definition ett litet utrymme som används för att lagra saker. I ett sovrum används en garderob oftast för kläder och andra små personliga saker. Walk in closets är mer populära idag och varierar i storlek. Men tidigare har garderober varit de mest framträdande. En garderob är ett högt rektangulärt format skåp som kläder kan förvaras eller hängas i. Kläder förvaras också i en byrå. Vanligtvis förvaras snyggare kläder i garderoben eftersom de kan hängas upp medan fritidskläder och underkläder förvaras i byrån.
I byggnader med flera fristående bostäder (till exempel lägenheter) varierar antalet sovrum mycket. Medan många sådana enheter har minst ett sovrum - ofta har dessa enheter minst två - kanske vissa av dessa enheter inte har ett specifikt rum som är avsett att användas som sovrum.

## Kultur
Sovrum har vanligtvis en dörr för avskildhet (i vissa fall låsbar från insidan) och ett fönster för ventilation. I större sovrum kan även ett litet skrivbord och stol eller en fåtölj och en byrå användas. I västerländska länder kan vissa stora sovrum, kallade master bedrooms, också innehålla ett anslutet badrum. Där utrymme tillåter sovrummen kan också ha TV och/eller videospelare, och i vissa fall en persondator.